# محمدرضا ضیائی بیگدلی
محمدرضا ضیائی بیگدلی استاد تمام در رشته حقوق و بنیانگذار و ریاست اسبق دانشکده حقوق و علوم سیاسی دانشگاه علامه طباطبایی است. وی از جمله کسانی بوده است که در دوران ریاست صدرالدین شریعتی در دانشگاه علامه طباطبایی به اجبار بازنشسته گردید.
کتاب‌های حقوق بین‌الملل عمومی و حقوق جنگ از آثار او جزء کتب مرجع در مقاطع مختلف رشته حقوق و علوم سیاسی می‌باشد. صادق ضیایی بیگدلی فرزند اوست. صادق ضیایی بیگدلی دارای مدرک کارشناسی ارشد و دکتری حقوق از دانشگاه برن و یک کارشناسی ارشد از دانشکده حقوق دانشگاه هاروارد می باشد.

## تحصیلات
بیگدلی دیپلم خود را در سال ۱۳۴۰ و در دبیرستان دارالفنون اخذ کرد. سپس به دانشگاه تهران و دانشکده حقوق و علوم سیاسی رشته و پس از سه سال موفق به اخذ مدرک لیسانس در رشته حقوق می‌شود. او بعد از پایان دوره خدمت سربازی به فرانسه رفته و در سال ۱۳۴۸ موفق به اخذ درجه دکتری در رشته حقوق (با تخصص حقوق بین الملل) از دانشگاه مون پلیه فرانسه شد. رساله او «مسؤولیت افراد درحقوق بین‌الملل» در این دانشگاه به ثبت می‌رسد.

## فعالیت‌های علمی
پدر او محمدحسین ضیایی بیگدلی از مجتهدین دینی بود که دارای دارای مدرک دکترای الهیات از دانشگاه تهران بوده و به امر تحصیل فرزندانش اهمیت می‌داد؛ و در سال ۱۳۴۹ مجوز مدرسه عالی علوم قضایی و اداری قم را از وزارت علوم دریافت می نماید. محمدرضا بیگدلی به عنوان اولین عضو هیئت علمی و معاون اداری و مالی و قائم مقام پدرش که ریاست مدرسه عالی را بر عهده داشت؛ شروع به فعالیت‌های آموزشی می‌نماید. این فعالیت‌ها تا سال ۱۳۵۴ و دولتی شدن مدرسه ادامه داشت.
دکتر ضیائی بیگدلی پس از مدتی از عضویت در هیئت علمی آن مدرسه با عنوان مجتمع آموزشی عالی قم به دانشگاه تهران واگذار شده بود استعفا داده و در مدرسه عالی بازرگانی مشغول به فعالیت می‌شود. پس از انقلاب او با تأسیس دانشگاه علامه طباطبائی که از ادغام بیست و هفت دانشکده، آموزشگاه و مؤسسه آموزش عالی تشکیل شده بود، به عضویت هیئت علمی این دانشگاه درآمده و سر انجام در سال ۱۳۷۶ موفق به تأسیس دانشکده حقوق و علوم سیاسی در این دانشگاه می‌شود. وی همچنین رییس شورای سیاستگذاری "همایش ملی تجلیل از مقام علمی دکتر جعفری لنگرودی" می باشد.

## فعالیت‌های پژوهشی و انجمن‌ها
ضیائی بیگدلی از بنیانگذاران انجمن ایرانی مطالعات سازمان ملل متحد و عضو هیئت مدیره این انجمن می‌باشد.
او همچنین مدیر پروژه تدوین دائرةالمعارف دیوان بین‌المللی دادگستری است؛ و در این موضوع که با حمایت دانشگاه علامه طباطبائی صورت می‌گیرد تاکنون 6 جلد کتاب به سرپرستی او به نشر رسیده‌است.

## فعالیت‌های اداری
از جمله فعالیت‌های دکتر ضیائی می‌توان به مدیریت حقوقی صندوق عمران مراتع وزارت کشاورزی، مدیرکل حقوقی سازمان ثبت، معاون اداری و مالی دانشکده مستقل علوم سیاسی و اجتماعی، ریاست دانشکده حقوق و علوم سیاسی دانشگاه علامه طباطبائی اشاره کرد.

## تالیفات
1. حقوق بین‌الملل عمومی
2. آراء و نظریات مشورتی دیوان بین‌المللی دادگستری (۵ جلد)- دانشگاه علامه طباطبائی[۹][۱۰][۱۱][۱۲][۱۳]
3. حقوق جنگ[۱۴]
4. (ضمیمهٔ حقوق جنگ) حقوق بین‌الملل مخاصمات مسلحانه موارد بازنگری شده[۱۵]
5. تحول مقابله با دزدی دریایی از منظر حقوق بین‌الملل
6. حقوق بین‌الملل بشردوستانه
7. حقوق معاهدات بین‌المللی
8. اسلام و حقوق بین‌الملل
9. نظریه و مسائل اصول علم اقتصاد: شامل ۳۸۵ مسئله حل شده- ترجمه[۱۶][۱۷]